# Tubulicrinis callosus
Tubulicrinis callosus är en svampart som beskrevs av G. Cunn. 1963. Tubulicrinis callosus ingår i släktet stiftskinn och familjen Tubulicrinaceae.   Inga underarter finns listade i Catalogue of Life.